# Ian G. Simmons

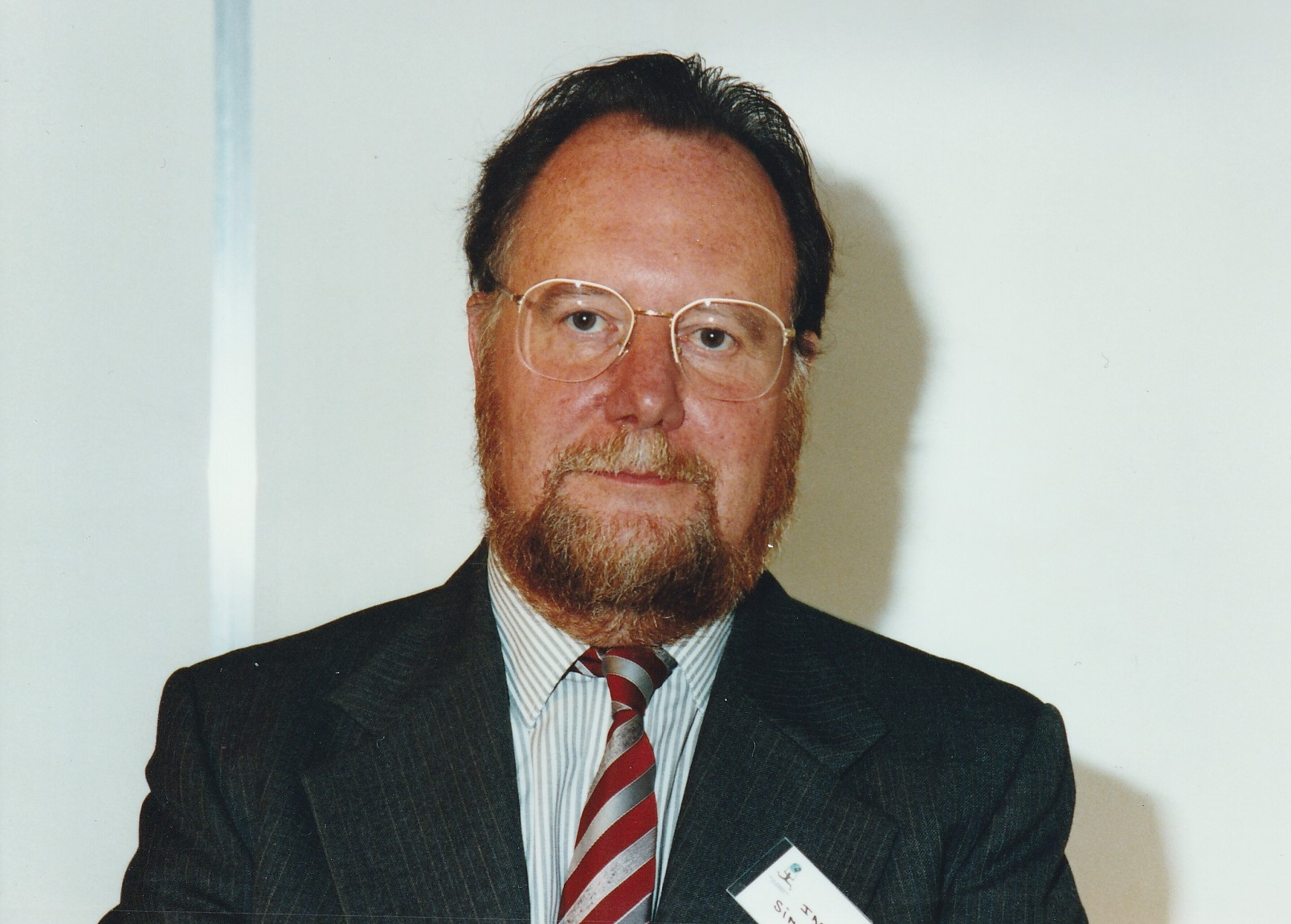
Ian Simmons (1993)

Ian Gordon Simmons (* 22. Januar 1937 in Ilford, London) ist ein britischer Geograph, der bis zu seiner Emeritierung an der University of Durham in England lehrte. Er hat durch seine Beiträge zur Umweltgeschichte auch bedeutende Verdienste für die prähistorische Archäologie.
Seine Forschungsinteressen umfassen Langzeitfolgen menschlicher Umwelteingriffe. Ein zentrales Thema ist für ihn dabei das späte Mesolithikum und frühe Neolithikum in England und die Auswirkungen der Neolithisierung auf das heutige Landschaftsbild. Zu nennen ist insbesondere seine 1993 erschienene Einführung in die Umweltgeschichte.

## Werdegang
Simmons studierte Ende der 1950er am University College London und machte 1959 einen Bachelor- und 1962 einen Doktorabschluss (Dr. phil.). Nach einem Postdoktorat in den Vereinigten Staaten an der University of California in Berkeley war er ab 1965 Lecturer an der University of Durham, 1972 wurde er Senior Lecturer und 1976 Reader. 1977 trat er seine erste Professorenstelle an der University of Bristol und kehrte 1981 als Professor nach Durham zurück.
Nach 1992 war er stellvertretender Vorsitzender der Kommission für Umweltveränderungen in der Internationalen Geographischen Union und Vorsitzender der Umwelt-Arbeitsgruppe des Institute for British Geographers. Er wurde 1994 zum Mitglied der Academia Europaea und 1997 zum Fellow of the British Academy gewählt, 1998 erhielt er die Victoria Medal der Royal Geographical Society. 2001 wurde er pensioniert. 2005 verlieh ihm die University of Aberdeen den Doktorgrad (D.Sc.) ehrenhalber.

## Publikationen (Auswahl)
- The Ecology of Natural Resources. Edinburgh 1973
- Biogeography. London 1979
- mit M. Tooley: The Environment in British Prehistory. Ithaca 1981
- Changing the Face of the Earth: Culture, Environment, History. Oxford 1989
- Earth, Air and Water: Resources and Evironment in the Late 20th Century. London 1991
  - deutsch: Ressourcen und Umweltmanagement: eine Einführung für Geo-, Umwelt- und Wirtschaftswissenschaftler. Edinburgh 1993
- Interpreting Nature: Cultural Constructions of the Environment. London 1993
- Environmental History: A Concise Introduction. In Serie: New Perspectives on the Past. Oxford 1993
- Humanity and Environment. Harlow 1997
- mit P. J. Atkins: People, Land & Time: An Historical Introduction to the Relations Between Landscape, Culture and Environment. London 1998
- An Environmental History of Great Britain. Edinburgh 2001
- Global Environmental History. Edinburgh 2008